# Élisabeth Loisel
Pour les articles homonymes, voir Loisel.
Élisabeth Loisel, née le 1er août 1963 à Meaux, est une joueuse et entraîneuse de football.
Elle a été sélectionneuse de l'équipe de France féminine durant dix ans (1997-2007), puis plus brièvement de l'équipe de Chine d'octobre 2007 à mars 2008.

## Biographie

### Carrière de joueuse
Élisabeth Loisel débute au football dans l'équipe de l'US Etrepilly, puis elle rejoint en 1976 le CS Meaux qu'elle quitte en 1979 pour le Stade de Reims. Elle devient en même temps internationale avec l'équipe de France et remporte ses premiers championnats de France. En 1982, elle est transférée au VGA Saint-Maur où elle ajoute à son palmarès six autres titres de championnat de France. Parallèlement avec la sélection nationale, elle dispute un quart de finale au championnat d'Europe en 1989.

### Carrière d'entraîneuse
En 1987, elle devient entraîneuse de l'équipe de VGA Saint-Maur. Après cette expérience en club, elle devient sélectionneuse de l'équipe de France qu'elle réussit à qualifier pour la coupe du monde 2003. En revanche elle échoue à la qualifier pour la coupe du monde 2007 et est remplacée par Bruno Bini. Quelques semaines après, elle prend la direction de la Chine où elle devient sélectionneuse de l'équipe nationale féminine.
En mars 2008 et à quelques mois des Jeux olympiques, elle est démise de ses fonctions et est remplacée par le Chinois Shang Ruihua (en).

## Sélections nationales
Loisel a joué en équipe de France de 1980 à 1989 totalisant 41 sélections et 3 buts. Elle a participé à un quart de finale de championnat d'Europe en 1987-1989.
Elle a fait également partie du staff technique autour d'Aimé Jacquet lors de la coupe du monde 1998, intégrée parmi les experts chargés de scruter le jeu des équipes adverses. Elle a examiné notamment le jeu brésilien, et ses observations sur quelques points faibles ont été utilisées par Jacquet dans ses consignes aux joueurs pour la finale.

## Accusations d'inconduite sexuelle
Selon Romain Molina, deux anciennes joueuses disent s'être plaintes en 2001 de ce qu'Élisabeth Loisel les aurait forcées à avoir des relations sexuelles avec elle comme condition de leur sélection en équipe de France. Toujours selon Molina, des signalements similaires avaient été faits à la FFF en 2004 et 2006 mais n'avaient pas débouché sur une enquête.
Gérard Prêcheur, un de ses anciens collaborateurs, l'a également accusée de sélectionner des joueuses sur la base de leurs préférences sexuelles.

## Palmarès
- 7 championnats de France (1980-82-83-85-86-87-88)
- 2 participations au championnat d'Europe
- 1 participation au championnat du monde

## Dans la culture
Élisabeth Loisel est incarnée par Caroline Proust dans Marinette, film biographique sur Marinette Pichon sorti en 2023.